# الغدیر
الغدیر نام مجموعه کتابی‌ است که به قلم علامه عبدالحسین امینی (از علمای شیعه) در اثبات ولایت بلافصل علی بن ابی‌طالب بعد از پیامبر اسلام و اثبات مذهب شیعه نوشته شده است. این کتاب به عربی نگارش شده‌ است.
کتاب الغدیر ۲۰ جلد است که ۱۱ جلد آن به زبان عربی چاپ شده‌ است و آن ۱۱ جلد، در ۲۲ جلد به زبان فارسی ترجمه شده‌ است.
نویسنده در این کتاب به ۱۱۰ تن از صحابه و ۸۴ نفر از تابعین پیامبر که حدیث غدیر را روایت کرده‌اند اشاره می‌کند. آنگاه ۳۶۰ تن از راویان حدیث غدیر از قرن دوم تا چهاردهم را برمی‌شمارد. در پایان هم اشعار شاعران مختلف را دربارهٔ این موضوع ذکر می‌کند.
۹ جلد چاپ‌نشده تحقیقی فراگیر دربارهٔ احادیث ولایت است.

## سفرهای تحقیقاتی نویسنده برای نگارش کتاب
علامه امینی برای تدوین این کتاب به کتابخانه‌های کشورهای مختلف از جمله عراق، هندوستان، پاکستان، مغرب، مصر و کشورهای دیگر دنیا مسافرت کرد. نویسنده دربارهٔ کتاب چنین گفته:
من برای نوشتن الغدیر، ۱۰٬۰۰۰ کتاب را از بای بسم الله تا تای تمت خوانده‌ام و به ۱۰۰٬۰۰۰ کتاب مراجعه مکرر داشتم.
ابوالقاسم خزعلی با بیان خاطراتی از امینی، دربارهٔ سفر او به هندوستان و پژوهش‌هایش در آن کشور می‌گوید: 
علامه امینی در مدت چهار ماه تحقیق در کتابخانه‌های هندوستان چهار هزار صفحه مطلب دربارهٔ غدیر نوشت… او روزانه ۱۶ ساعت در هوای گرم هندوستان مطالعه و تحقیق می‌کرد و در مدت چهار ماه تلاش کرد تا حقانیت غدیر را از منابع مختلف استخراج کرده و اثبات کند.